# Epiplema obliquefascia
Epiplema obliquefascia är en fjärilsart som beskrevs av Paul Dognin 1902. Epiplema obliquefascia ingår i släktet Epiplema och familjen Uraniidae. Inga underarter finns listade i Catalogue of Life.